# 샤이자르
샤이자르(Shaizar, 아랍어: شيزر; 현대 아랍어로는 사이자르; 헬레니즘 시대 이름: 시리아의 라리사, 그리스어로는 Λάρισσα εν Συρία)는 북부 시리아의 한 마을로, 행정적으로는 하마주에 속하며 하마 북서쪽에 위치한다. 인근 지역으로는 마하르다, 트렘세, 카프르 후드, 후나이지르 및 할파야가 있다. 시리아 중앙통계국 (CBS)에 따르면 2004년 인구 조사에서 샤이자르의 인구는 5,953명이었다.
십자군 시대 동안, 이 마을은 바누 문키드 가문이 지배하는 요새였다. 십자군 전쟁의 기독교 및 이슬람 정치에서 중요한 역할을 했다.

## 위치
샤이자르는 오론테스강의 전략적으로 중요한 교차점에 위치하며, 하마에서 북서쪽으로 28km 떨어져 있다.

## 이름의 변천

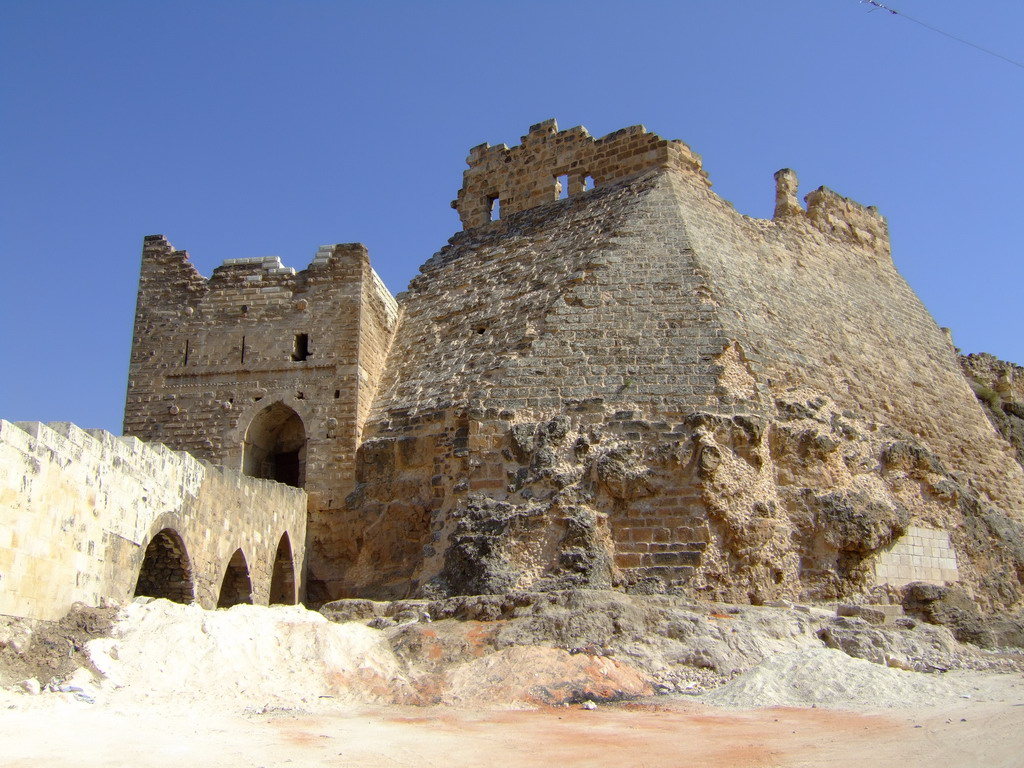
샤이자르 요새

아마르나 문서 (기원전 14세기)에서는 센자르(Senzar) 또는 세자르(Sezar)로 언급된다.
그리스인들에게는 시드자라(Sidzara)로 알려졌으나, 셀레우코스 제국 시대에는 테살리아의 라리사라는 도시에서 많은 식민지 주민들이 왔기 때문에 라리사(Larissa)로 이름이 바뀌었다.
로마 제국 하에서는 이전 이름으로 돌아왔고, 동로마 제국 하에서는 세제르(Sezer)로 알려졌다.
십자군들은 이 도시의 이름을 라틴어로 카이사레아(Caesarea)라고 불렀다. 이 이름은 이전 시기에는 사용되지 않았으며, 십자군들이 이 도시를 기독교 역사에서 케사리아의 바실리오스의 고향으로 유명한 카이사레아 마자카로 오인하여 유래한 것이다.
샤이자르의 폐허는 현대 아랍어에서 사이자르(Saijar)로 알려져 있다.

## 역사

### 청동기 시대
샤이자르는 아마르나 문서 (기원전 14세기)에서 센자르(Senzar) 또는 세자르(Sezar)로 언급된다.

### 헬레니즘 시대
디오도로스 시켈로스 (기원전 1세기)는 알렉산드로스 대왕의 기병 연대 중 테살리아 출신 병사들이 이 마을을 세웠다는 지역 전설을 기록한다. 이 도시는 라리사 시자라(Larissa Sizara)로 이름이 바뀌었으며, 라리사는 많은 그리스 정착민들이 온 테살리아의 도시였다. 디오도로스에 따르면, 이 식민지 주민들은 용감함에 대한 보상으로 땅을 받았다.
테살리아 도시와 시리아 마을 모두 말 사육으로 유명했다. 디오도로스는 또한 라리사 주민들이 셀레우코스 기병대의 첫 아게마에 기병을 제공했다고 언급한다.

### 로마 시대
그나이우스 폼페이우스 마그누스가 이끄는 로마 군대는 기원전 64년에 시리아를 정복했다.
시리아는 파르티아 왕자 파코루스 1세 휘하의 공화파-파르티아 연합군에 의해 잠시 점령되었다.
포이팅거 지도에 따르면 라리사는 아파메아에서 13마일, 에피파네이아에서 14마일 떨어져 있다.

### 동로마 및 초기 아랍 시대
이 도시는 세제르라는 이름으로 기독교화된 제국인 동로마 제국의 일부로 남아 있었다.
샤이자르는 638년에 아랍인에게 함락되었고, 아랍과 동로마의 통제 사이를 자주 오갔다. 968년에 동로마 황제 니키포로스 2세에 의해 약탈당했고, 999년에 바실리오스 2세 불가록토노스에 의해 점령된 후 동로마 제국의 남쪽 국경이 되었고 샤이자르 주교가 관리했다. 동로마인들이 마을을 재점령했을 때 샤이자르에는 파티마 왕조 성이 서 있었다.
1081년 알리 이븐 문키드가 주교로부터 샤이자르를 매입하면서 바누 문키드에게 넘어갔다. 동로마인들은 그 후 여러 차례 샤이자르를 포위했지만 되찾지 못했다.

### 십자군
프랑크인들은 1098년 제1차 십자군 동안 시리아에 도착했다. 십자군 국가와 샤이자르의 바누 문키드 통치자들 간의 상호작용은 일련의 전쟁과 동맹으로 이루어졌다. 그들은 1138년과 1157년에 샤이자르를 점령하려고 시도했다.

### 문키드 샤이자르 (1081–1157)

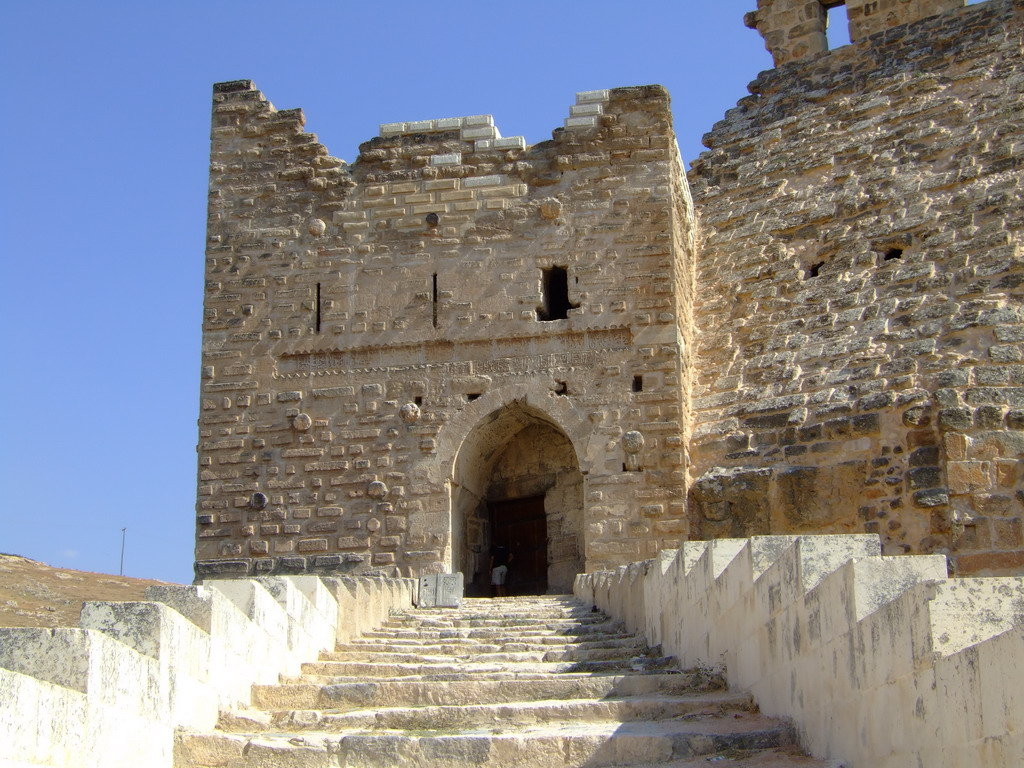
샤이자르 요새

문키드 가문은 샤이자르 동쪽, 안사리야 산맥을 가로질러 북쪽의 라타키아에서 남쪽의 토르토자에 이르는 지중해 연안 도시까지 영토를 지배했다.
제1차 십자군 동안 에미르는 그의 영토를 지나가는 십자군을 도왔고, 그들에게 말과 음식 및 기타 물품을 제공했다. 십자군 전쟁 이후에는 십자군 안티오키아 공국과 국경을 접했으며, 안티오키아와 트리폴리 백국의 습격을 받았다.
1106년 십자군이 샤이자르 북서쪽에 위치하며 고대 아파메아를 내려다보는 요새인 칼라트 알마디크를 잠시 정복했을 때, 바누 문키드 일족은 샤이자르 기지에서 그들을 괴롭혔다.
1106년에 문키드 에미르인 무르시드와 술탄은 트리폴리의 기욤 조르당을 물리쳤고, 1108년과 1110년에는 탕크레드에게 떠나라고 뇌물을 주어야 했다. 탕크레드, 보두앵 1세 (예루살렘) 그리고 베르트랑 드 트리폴리는 2주 동안 1111년 샤이자르 전투 동안 도시를 포위했지만, 모술의 마우두드의 군대가 식량과 물에 대한 접근을 차단하자 집으로 돌아갔다. 그럼에도 불구하고 탕크레드는 샤이자르를 면밀히 감시하기 위해 텔 이븐 마아샤르 근처에 성을 지었다.
1113년 알레포의 리드완이 사망했을 때, 샤이자르는 그의 아들 알프 아르슬란 알아크라스에 의해 도시에서 추방된 많은 아사신 지지자들로 넘쳐났다. 샤이자르는 1119년 일가지의 안티오키아 캠페인에 참여했다. 1123년 예루살렘의 보두앵 2세가 에데사 밖에서 아르투크 벨렉 가지에게 포로로 잡혔을 때, 그는 다음 해에 풀려날 때까지 샤이자르에 억류되었다. 몸값의 일부로 그는 딸 요베타를 인질로 내줘야 했고, 그녀 또한 1125년 자신의 몸값이 지불될 때까지 샤이자르에 억류되었다. 샤이자르는 우호적인 국가였으므로 보두앵은 그곳에서 딸을 방문할 수 있었지만, 샤이자르는 또한 이웃 무슬림 국가들과도 우호적이었고, 1125년에는 아크순쿠르 알부르수키, 모술의 아타베그 영토에 편입되었다. 1127년 장기가 모술에서 부르수키의 아들을 계승하고 알레포까지 주장했을 때, 샤이자르는 그의 종주권을 인정했다.
1137년 동로마 황제 요한네스 2세 콤니노스는 안티오키아에 동로마 권위를 부과하기 위해 도착했고, 만약 안티오키아가 제국으로 반환된다면 안티오키아의 레몽에게 샤이자르, 알레포, 홈스, 하마로 구성된 공국을 약속했다. 1138년 4월, 동로마 군대는 샤이자르 공성전을 이끌었지만 레몽과 에데사의 조셀린 2세는 황제를 돕지 않았다. 장기는 곧 5월에 요새를 구원하기 위해 도착했다. 에미르는 장기 통제보다 동로마 통제를 선호했고, 요한네스를 자신의 봉건 군주로 인정하겠다고 제안했다. 요한네스나 장기 모두 그곳에서 권위를 실제로 강제하지 않았고 샤이자르는 독립 상태로 남아 있었다.
에미르국은 1157년 대지진 때까지 지속되었는데, 이 지진으로 성채가 무너져 할례 기념행사를 위해 그곳에 모여 있던 거의 모든 가족이 사망했다. 가족 중 유일한 생존자는 에미르의 아내와 다마스쿠스로 외교 임무를 수행 중이던 유명한 시인-기사 우사마 이븐 문키드뿐이었다.

#### 도시의 묘사
1157년 십자군의 샤이자르 공성전을 언급하며, 윌렐무스 티렌시스는 다음과 같이 썼다.
"샤이자르 시는 안티오키아를 흐르는 오론테스강과 같은 강 위에 자리하고 있다. 어떤 이들은 이곳을 카이사레아라고 부르며, 뛰어난 교사 성 바실리오스가 한때 주재했던 카파도키아의 유명한 수도로 믿지만, 그러한 견해를 가진 이들은 심각한 오류를 범하고 있다. 왜냐하면 그 카이사레아는 안티오키아에서 15일 이상 떨어져 있기 때문이다. 이 도시는 코엘레 시리아에 있으며, 카파도키아와는 많은 인접한 지방으로 분리되어 있다. 이름도 카이사레아가 아니라 카이사라이다. 이 도시는 안티오키아 총대주교구에 속한 종속 도시 중 하나이다. 매우 편리한 위치에 있다. 낮은 부분은 평야를 따라 뻗어 있고, 높은 부분에는 상당히 길지만 좁은 성채가 있다. 자연 방어 시설 외에도 한쪽은 강이, 다른 한쪽은 도시가 보호하여 접근이 완전히 불가능하므로 잘 요새화되어 있다."
1111년 공성전의 목격자였던 풀케르 드 샤르트르는 그 장소의 고대 로마 또는 그리스 이름을 알지 못했고, 투르크인들이 그곳을 "시사라"라고 불렀지만 "그 지방 주민들은 보통 '체자르'라고 불렀다"고 언급했다.

#### 도시 생활
시민들에 대해 윌렐무스 티렌시스는 "무기에 대한 지식이 거의 없었고, 거의 전적으로 무역에 몰두했다"고 말한다. 그들 중 많은 수가 기독교인이었으며, 윌리엄은 그들이 무슬림 통치하에 노예처럼 고통받는다고 생각했지만, 문키드 가문은 관용적인 영주였던 것으로 보이며 기독교인과 다양한 종파의 무슬림 모두 그곳에서 평화롭게 살았다.
샤이자르와 무슬림 세계의 여러 다른 장소에서의 삶에 대한 매우 생생한 이야기는 우사마 이븐 문키드 왕자가 쓴 키타브 알 이티바르라는 책에 담겨 있으며, 12세기 무슬림 생활에 대한 훌륭한 통찰력을 제공한다.
문키드 에미르들은 문학의 후원자로, 사냥 및 다른 스포츠를 즐기는 동시에 기독교 및 무슬림 이웃들과 전쟁을 벌이고 평화를 협상하는 것을 즐기는 것으로 묘사된다.

#### 샤이자르의 문키드 에미르들
샤이자르는 1059년부터 1157년까지 바누 문키드가 통치했다. 에미르들은 다음과 같다.
- 술탄 이븐 알리 이븐 알무칼라드 이븐 문키드 알키나니 (1059–1081)
- 이즈 앗다울라 사디드 알물크 이븐 문키드 (1081–1082)
- 이즈 앗다울라 아불 무르하프 나스르 이븐 문키드 (1082–1098)
- 마즈드 앗딘 아부 살라마 무르시드 이븐 이즈 앗다울라 이븐 문키드 (1098–1137; 라틴어 마케돌루스, 우사마 이븐 문키드의 아버지)
- 이즈 앗딘 아불 아사키르 술탄 이븐 이즈 앗다울라 이븐 문키드 (1098–1154)
- 타즈 앗다울라 나스르 앗딘 무함마드 이븐 아불 아사키르 이븐 문키드 (1154–1157).

#### 우사마 이븐 문키드
우사마 이븐 문키드는 북부 시리아의 샤이자르에 있는 바누 문키드 왕조 출신의 중세 무슬림 시인, 작가, 파리스 (기사), 외교관이었다. 그의 삶은 여러 중세 무슬림 왕조의 부상, 제1차 십자군의 도래, 그리고 십자군 국가의 수립과 일치했다.
그는 샤이자르(Şeyzer)에서 태어났다. 그는 샤이자르 에미르의 조카이자 잠재적인 후계자였으나 1131년에 추방되어 남은 생애를 다른 지도자들을 섬기며 보냈다. 그는 다마스쿠스에서 부리드, 장기, 그리고 아이유브의 궁정에서 장기, 누르 앗 딘, 그리고 살라딘을 거의 50년 동안 섬겼다. 그는 또한 카이로의 파티마 왕조 궁정과 하산 카이파의 아르투크 왕조도 섬겼다. 그는 이집트, 시리아, 팔레스타인, 그리고 티그리스강을 따라 광범위하게 아랍 땅을 여행했으며, 메카로 성지 순례를 갔다. 그는 자신이 봉사하는 궁정의 정치에 자주 개입했으며, 다마스쿠스와 카이로 모두에서 추방당했다.
생전과 사후에 그는 주로 시인이자 아디브("문학가")로 유명했다. 그는 《키타브 알아사》(Kitab al-'Asa, "지팡이의 책"), 《루바브 알아답》(Lubab al-Adab, "정제의 핵심"), 《알마나질 왈디야르》(al-Manazil wa'l-Diyar, "거주지와 거처")와 같은 많은 시집과 자신의 독창적인 시집을 썼다. 현대에는 그가 여러 차례 교류하고 일부를 친구로 여겼던 십자군에 대한 길고 상세한 묘사를 담은 그의 키타브 알 이티바르("예시를 통한 학습의 책" 또는 "명상의 책")로 더 기억된다.
그의 가족 대부분은 1157년 샤이자르 지진으로 사망했다. 그는 1188년 93세의 나이로 다마스쿠스에서 사망했다.

### 아사신, 장기 및 맘루크 시대 (1158–1260)
그 후 아사신이 폐허를 점령했으며, 그들은 1158년 십자군에게 패배했지만, 분쟁으로 인해 십자군은 포위를 포기할 수밖에 없었다. 누르 앗 딘은 잔해를 자신의 영토에 편입하고 도시를 재건했다. 샤이자르는 1170년 지진으로 다시 파괴되었고, 잔해는 1174년 살라딘에게 넘어갔다. 다시 재건되었으나, 1241년 호라즘인에게 약탈당했다. 맘루크 술탄 바이바르스는 1260년에 도시를 점령하고 재건했다.

### 현대
성채(성)는 1958년에 국가 기념물로 지정되었고, 고고학적 손상을 막기 위해 마지막 주민들은 대피되었다. 오늘날 이 유적지는 칼라트 샤이자르(Qal’at Shayzar, 샤이자르의 성채 또는 성)로 알려져 있으며, 샤이자르(또는 Shayzar)라는 이름은 현대 마을에 사용된다.

## 같이 보기
- 샤이자르 전투 (1111년)
- 시리아의 성 목록
- 샤이자르 공성전 (1138)
- 칼라트 알마디크